# 路径依赖
路径依赖（英語：path dependence）是指给定条件下人们的决策选择受制于其过去的决策经验和既成收益的影响，即使过去的境况可能已经过时并不适用于现有境况。路径依赖在经济学中被采用以解释在制度变迁中偶然性的作用，以及制度变迁对初值的敏感性。

## 定義
在经济学和社会科学中，路径依赖可以指某一特定时刻的结果，或者指过程的长期平衡。通常而言，路径依赖有广义和狭义之分。广义泛指历史因素的影响作用；而狭义是指制度的自我加强，即初始时的细微差异会被放大，从而不成比例地引发了后来的境况，并且在强形式下，这一历史影响是无效率的。
广义的路径依赖，即“历史有影响作用”，在解释效果上其真理性显得无关紧要，因为凡事都有原因，而且在这些领域，早先境况的直接影响并不显著。相较而言，狭义的概念更具解释力。

## 案例
虽然QWERTY鍵盤是被有意设计成限制打字速度的，但在普及程度上相对其它较晚出现的键盘一直具有压倒性优势，是路径依赖的一个典型例子。國際標準軌寬是1435毫米，同樣是一個例子。

## 另見
- 信念固着
- 范式瘫痪
- 循环论证
- 沉没成本
- 保守主义
- 刻舟求剑